# Little flower
「little flower」（リトル・フラワー）は、日本のシンガーソングライター・足立佳奈の楽曲で通算5枚目のシングルの表題曲。2019年4月24日にSME Recordsから音楽配信とマキシシングルでリリース。Blu-ray Disc付初回生産限定盤と通常盤の2形態が用意されており、収録曲数はそれぞれ異なる。

## 背景とリリース
「little flower」は、日本の作詞家であるCarlos K.と作曲家の田畑健によって作詞・作曲された楽曲。
心情をストレートに歌った印象的なフレーズで幕を開け、恋する気持ちを小さな花で表現されている。
“flower”というテーマをもとに足立とCarlos K.がやり取りをしながら作成された歌詞、オーガニックな手触りのサウンドメイクによって、彼女の等身大の魅力を引き出している。
そのため、自身の恋愛の体験談も織り込まれている。
| 「                                                                                  | LINEがピコンってきて、でも早く返しちゃいけないと思って彼から返事が来るのを待ってるみたいな…。「もしこの恋が上手くいかなかったら世界が終わりそうだ〜」って思うくらい一直線だったのは、2番の歌詞のまんまです。 | 」 |
| —足立佳奈（しらべぇ「足立佳奈が5thシングル『little flower』で見せた進化とは」より） | |    |

同曲のみ4月15日に先行配信リリースされた。AbemaTVで放送されている恋愛バラエティ番組『今日、好きになりました。』のテーマソングに起用されている。

## カップリング曲
彼女のアイデンティティと言える「応援歌」のほか、「バラード」など、シングル全体的にバランスのよい作品に仕上がっており、本人もこれを実感している。そのため、日常生活のどの場面においても当てはまる曲があるという。
「ウタコク」は「little flower」同様、AbemaTVで放送されている恋愛バラエティ番組『今日、好きになりました。』のテーマソングに起用されている。本人は作詞・作曲に携わっておらず、番組出演者が発した言葉だけで作られている。そのため、「めっちゃ」や「やばい」など若者を中心に使用されている言葉が曲中に度々登場する。
「WE CAN!」は、ジュビロ磐田の2019シーズンソングとして起用された。同曲は、本人が実際に試合をスタジアムで見学し、帰宅後すぐに作詞・作曲。1日で出来上がった曲だという。ミュージック・ビデオでは、ジュビロ磐田のホームスタジアムであるヤマハスタジアムで歌唱する姿や、名波浩、大久保嘉人らをはじめ多くの選手が出演する映像に仕上がっている。さらに数多くのサポーターがチームへのメッセージを書き込む姿や応援する姿、実際の試合映像も組み込まれている。本人は実際、2月23日にヤマハスタジアムで行われるジュビロ磐田の開幕戦にゲスト出演し、楽曲を初歌唱した。会場ではシングルを予約した人を対象にハイタッチ会が行われた。

## 評価
「little flower」は、AbemaTVで放送されている恋愛バラエティ番組『今日、好きになりました。』のテーマソングに起用されており、若者から支持を集めている。SNSの「TikTok」でも使用されており、再生回数やシェア数が多い楽曲「ホットソング」を集めたプレイリストの内の1曲として音楽ストリーミングサービス「AWA」で展開された。
カップリング曲である「ウタコク」は、先述した通り、若者を中心に使用されている言葉が曲中に度々登場する。若者がリアルに日常会話で使っている言葉だからこそ、より共感できる歌になっているのではないかと足立も共感している。そのおかげか、街中で「あっウタコク歌ってる人だ！」と声かけてもらえる機会が増えたという。実際にLINE MUSICで最高位2位を記録している。

## ミュージック・ビデオ
リリースから2日後の4月26日、ミュージック・ビデオがYouTubeにて公開された。このミュージック・ビデオは、花びらに囲まれながらの足立本人の歌唱シーンのみで構成されており、真っ白な空間の中で歌う姿や、花に囲まれながら歌う様子を通して、歌詞にある好きな人に思いを届けるときの心情が表現されている。

## 収録曲
| #         | タイトル                                                    | 作詞                                                         | 作曲                      | 編曲      | 時間  |
| --------- | ----------------------------------------------------------- | ------------------------------------------------------------ | ------------------------- | --------- | ----- |
| 1.        | 「little flower」(「今日、好きになりました。」テーマソング) | Carlos K.                                                    | 田畑健                    | Carlos K. | 4:33  |
| 2.        | 「ウタコク」(「今日、好きになりました。」テーマソング)      | 「今日、好きになりました。」製作委員会、野本かもめ、嶋野裕介 | DJ Mass、持山翔子、etsuco | DJ Mass   | 4:30  |
| 3.        | 「WE CAN!」(ジュビロ磐田2019シーズンソング)                 | 足立佳奈                                                     | 足立佳奈                  | Carlos K. | 4:19  |
| 4.        | 「私へ。」                                                  | 足立佳奈                                                     | 足立佳奈、中村泰輔        | 中村泰輔  | 4:43  |
| 5.        | 「You Your Yours」(ライブ音源 / 通常盤のみ)                 | 新井弘毅                                                     | 新井弘毅                  | 新井弘毅  | 4:15  |
| 6.        | 「私今あなたに恋をしています」(ライブ音源 / 通常盤のみ)     | 足立佳奈、幸田もも子                                         | 足立佳奈、宗本康兵        | 宗本康兵  | 4:07  |
| 合計時間: | 合計時間:                                                   | 合計時間:                                                    | 合計時間:                 | 合計時間: | 26:27 |

| #  | タイトル                                     | 作詞 | 作曲・編曲 |
| -- | -------------------------------------------- | ---- | ---------- |
| 1. | 「You Your Yours（ライブ映像）」             |      |            |
| 2. | 「私今あなたに恋をしています（ライブ映像）」 |      |            |
| 3. | 「1st Live「Yeah!Yeah!」密着ドキュメント」   |      |            |

## 収録アルバム
| 収録アルバム | 曲順 | 楽曲          |
| ------------ | ---- | ------------- |
| I            | 1    | little flower |

## チャート認定
- 日本オリコンCDシングルランキング - 15位 （2019年05月06日付）